# Tatsuki Suzuki
Tatsuki Suzuki (鈴木竜生?, Suzuki Tatsuki; Chiba, 24 settembre 1997) è un pilota motociclistico giapponese ritiratosi dall'attività agonistica.

## Carriera

### Gli inizi e Mahindra
Dopo aver corso in campionati regionali in Giappone passa a correre nel campionato spagnolo dove finisce trentunesimo nel 2014.
Nel 2015 debutta nella classe Moto3 del motomondiale, ingaggiato dal team CIP che gli affida una Mahindra MGP3O; il compagno di squadra è Remy Gardner. Totalizza nove punti mondiali che gli valgono la ventottesima posizione in classifica finale. Nel 2016 rimane nello stesso team della stagione precedente, con la medesima moto, il compagno di squadra è Fabio Spinarelli. Chiude la stagione al ventisettesimo posto con sedici punti all'attivo e un undicesimo posto in Germania come miglior risultato.

### Honda SIC58
Nel 2017 si trasferisce nel team SIC58 Squadra Corse che gli affida una Honda NSF250R. Il compagno di squadra è l'italiano Tony Arbolino. Ottiene come miglior risultato un quarto posto in Giappone e termina la stagione al quattordicesimo posto in classifica piloti con 71 punti ottenuti. In questa stagione inoltre, prende parte alla seconda gara di Misano nel CIV Moto3 con una KTM conquistando un terzo posto in gara 1. 

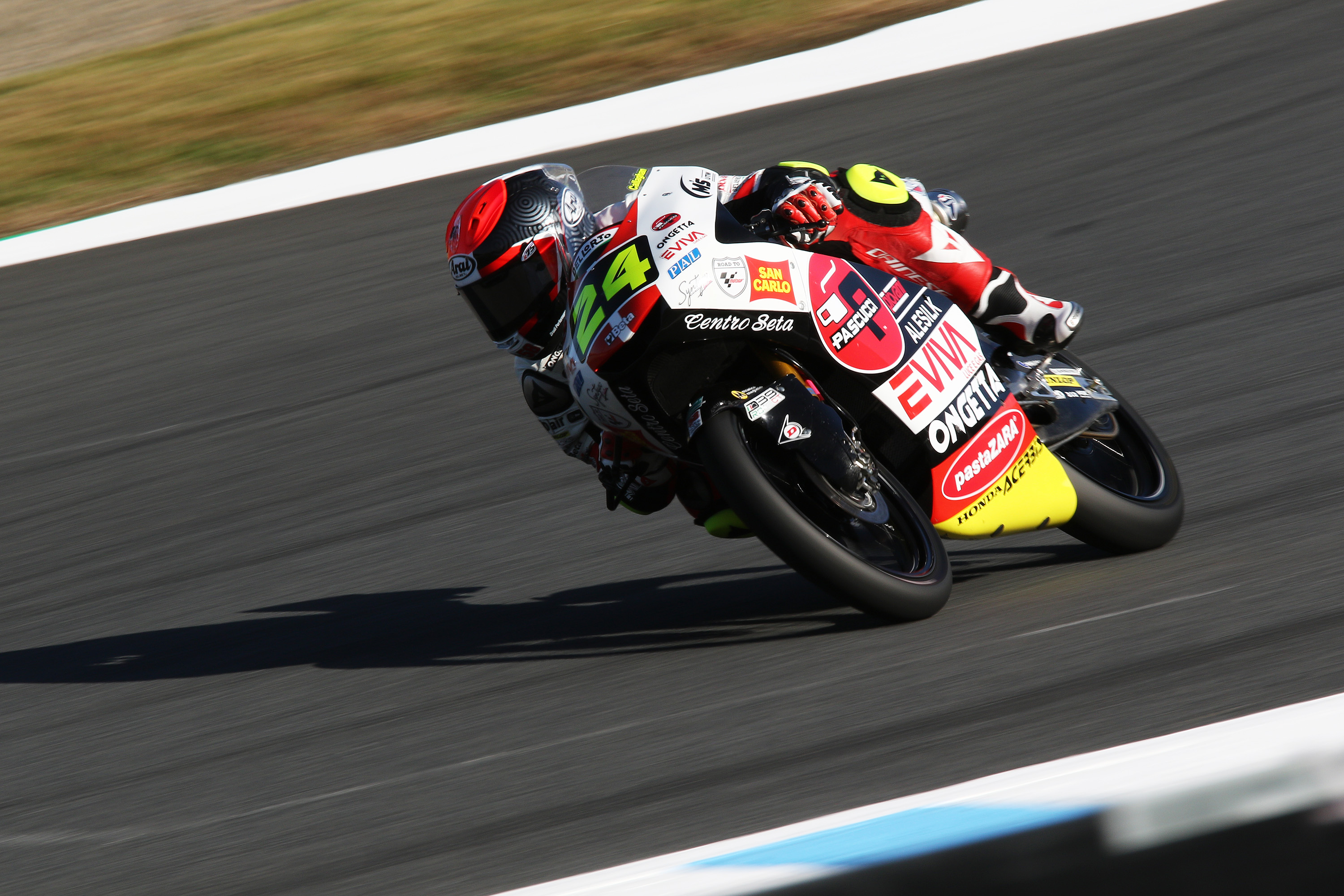
Tatsuki Suzuki durante il Gran Premio motociclistico del Giappone 2018.

Nel 2018 rimane nello stesso team, con compagno di squadra Niccolò Antonelli. Ottiene come miglior risultato un quarto posto in Australia. Termina la stagione al 14º posto con 71 punti. In questa stagione è costretto a saltare il Gran Premio del Qatar per la frattura del radio destro rimediata nelle prove libere del GP. Nel 2019 è nuovamente pilota titolare in Moto3, con lo stesso team e lo stesso compagno di squadra della stagione precedente. Ottiene il suo primo podio nel Gp di Spagna. La prima vittoria arriva nel Gran Premio di San Marino, dopo essere partito dalla pole position. Chiude la stagione all'8º posto con 124 punti.
Nel 2020 gareggia con lo stesso team e lo stesso compagno di squadra della stagione precedente. In occasione della gara inaugurale in Qatar ottiene la pole position. Conquista la pole anche nei due appuntamenti successivi, a Jerez in Spagna. Ottiene la sua seconda vittoria nel motomondiale nel GP di Andalusia. Giunge terzo nel Gran Premio di San Marino. Conclude la stagione al 12º posto con 83 punti. In questa stagione è costretto a saltare i Gran Premi di Emilia Romagna e Catalogna a causa della frattura del polso sinistro rimediata nelle qualifiche del GP. Nel 2021 rimane nello stesso team, con compagno di squadra Lorenzo Fellon. Ottiene due pole position (Spagna e Italia) e due quinti posti (Olanda e Gran Bretagna) come miglior risultato in gara e chiude la stagione al quattordicesimo posto con 76 punti.

### Team Leopard
Nel 2022 si unisce al team Leopard Racing, con compagno di squadra Dennis Foggia. Ottiene tre piazzamenti a podio in stagione, pur senza vincere, e si classifica al settimo posto. L'anno seguente viene confermato dal team, il compagno di squadra è Jaume Masiá. Torna alla vittoria nel Gran Premio d'Argentina ma non termina il campionato vista la rescissione con Leopard. I punti ottenuti gli consentono di classificarsi diciannovesimo.

### Husqvarna e ritiro
Nel 2024, dopo sette anni consecutivi con Honda, guida per la prima volta una motocicletta del gruppo Pierer: è ingaggiato da Intact GP alla guida di una Husqvarna, il compagno di squadra è l'olandese Collin Veijer. Regolarmente a punti, chiude la stagione al quattordicesimo posto. Ad inizio 2025 annuncia il proprio ritiro dalle competizioni.

## Risultati nel motomondiale
| 2015 | Classe | Moto     |    |     |    |    |     |     |    |     |     |    |    |    |     |    |    |     |    |     |  |  |  |  | Punti | Pos. |
| ---- | ------ | -------- | -- | --- | -- | -- | --- | --- | -- | --- | --- | -- | -- | -- | --- | -- | -- | --- | -- | --- |  |  |  |  | ----- | ---- |
| 2015 | Moto3  | Mahindra | 23 | Rit | 27 | 23 | Rit | Rit | 22 | Rit | Rit | 23 | 20 | 10 | Rit | 16 | 13 | Rit | 21 | Rit |  |  |  |  | 9     | 28º  |

| 2016 | Classe | Moto     |    |    |    |    |    |    |    |     |    |     |    |    |     |    |    |    |     |    |  |  |  |  | Punti | Pos. |
| ---- | ------ | -------- | -- | -- | -- | -- | -- | -- | -- | --- | -- | --- | -- | -- | --- | -- | -- | -- | --- | -- |  |  |  |  | ----- | ---- |
| 2016 | Moto3  | Mahindra | 28 | 27 | 19 | 15 | 15 | 19 | 14 | Rit | 11 | Rit | 13 | 25 | Rit | 21 | 15 | 13 | Rit | 18 |  |  |  |  | 16    | 27º  |

| 2017 | Classe | Moto  |    |   |     |     |     |     |    |   |   |   |     |    |     |    |   |   |     |    |  |  |  |  | Punti | Pos. |
| ---- | ------ | ----- | -- | - | --- | --- | --- | --- | -- | - | - | - | --- | -- | --- | -- | - | - | --- | -- |  |  |  |  | ----- | ---- |
| 2017 | Moto3  | Honda | 15 | 8 | Rit | Rit | Rit | Rit | 10 | 8 | 9 | 8 | Rit | 11 | Rit | 13 | 4 | 9 | Rit | 11 |  |  |  |  | 71    | 14º  |

| 2018 | Classe | Moto  |    |    |   |   |   |    |   |    |     |    |    |    |     |   |     |    |   |   |     |  |  |  | Punti | Pos. |
| ---- | ------ | ----- | -- | -- | - | - | - | -- | - | -- | --- | -- | -- | -- | --- | - | --- | -- | - | - | --- |  |  |  | ----- | ---- |
| 2018 | Moto3  | Honda | NP | 21 | 9 | 6 | 9 | 17 | 5 | 13 | Rit | 14 | 18 | AN | Rit | 6 | Rit | 15 | 4 | 9 | Rit |  |  |  | 71    | 14º  |

| 2019 | Classe | Moto  |     |    |     |   |     |   |    |     |   |     |     |   |   |   |     |   |   |     |   |  |  |  | Punti | Pos. |
| ---- | ------ | ----- | --- | -- | --- | - | --- | - | -- | --- | - | --- | --- | - | - | - | --- | - | - | --- | - |  |  |  | ----- | ---- |
| 2019 | Moto3  | Honda | Rit | 13 | Rit | 2 | Rit | 8 | 19 | Rit | 8 | Rit | Rit | 5 | 1 | 6 | Rit | 4 | 4 | Rit | 4 |  |  |  | 124   | 8º   |

| 2020 | Classe | Moto  |   |   |   |     |    |   |   |    |     |     |   |     |     |     |     |  |  |  |  |  |  |  | Punti | Pos. |
| ---- | ------ | ----- | - | - | - | --- | -- | - | - | -- | --- | --- | - | --- | --- | --- | --- |  |  |  |  |  |  |  | ----- | ---- |
| 2020 | Moto3  | Honda | 5 | 8 | 1 | Rit | 10 | 7 | 3 | NP | Inf | Rit | 8 | Rit | Rit | Rit | Rit |  |  |  |  |  |  |  | 83    | 12º  |

| 2021 | Classe | Moto  |   |    |     |     |     |    |     |   |   |    |    |   |   |    |   |     |   |     |  |  |  |  | Punti | Pos. |
| ---- | ------ | ----- | - | -- | --- | --- | --- | -- | --- | - | - | -- | -- | - | - | -- | - | --- | - | --- |  |  |  |  | ----- | ---- |
| 2021 | Moto3  | Honda | 8 | 12 | Rit | Rit | Rit | 10 | Rit | 8 | 5 | 15 | 11 | 5 | 9 | 15 | 9 | Rit | 9 | Rit |  |  |  |  | 76    | 14º  |

| 2022 | Classe | Moto  |     |    |   |    |    |     |   |   |   |   |   |     |   |   |    |     |     |     |     |    |  |  | Punti | Pos. |
| ---- | ------ | ----- | --- | -- | - | -- | -- | --- | - | - | - | - | - | --- | - | - | -- | --- | --- | --- | --- | -- |  |  | ----- | ---- |
| 2022 | Moto3  | Honda | Rit | 10 | 5 | 10 | 12 | Rit | 5 | 3 | 3 | 5 | 4 | Rit | 2 | 6 | 12 | Rit | Rit | Rit | Rit | 14 |  |  | 130   | 7º   |

| 2023 | Classe | Moto  |    |   |     |   |    |     |     |     |     |    |   |    |     |     |  |  |  |  |  |  |  |  | Punti | Pos. |
| ---- | ------ | ----- | -- | - | --- | - | -- | --- | --- | --- | --- | -- | - | -- | --- | --- |  |  |  |  |  |  |  |  | ----- | ---- |
| 2023 | Moto3  | Honda | 14 | 1 | Rit | 8 | 13 | Rit | Inf | Inf | Rit | 13 | 8 | 15 | Rit | Rit |  |  |  |  |  |  |  |  | 50    | 19º  |

| 2024 | Classe | Moto      |   |    |   |    |   |    |     |     |   |    |    |    |   |    |   |   |    |    |     |    |  |  | Punti | Pos. |
| ---- | ------ | --------- | - | -- | - | -- | - | -- | --- | --- | - | -- | -- | -- | - | -- | - | - | -- | -- | --- | -- |  |  | ----- | ---- |
| 2024 | Moto3  | Husqvarna | 7 | 13 | 6 | 25 | 9 | 15 | Rit | Rit | 9 | 10 | 12 | 14 | 8 | 11 | 7 | 7 | 15 | 10 | Rit | 13 |  |  | 91    | 14º  |

| Legenda | 1º posto        | 2º posto            | 3º posto            | A punti      | Senza punti        | Grassetto – Pole position Corsivo – Giro più veloce |
| Legenda | Gara non valida | Non qual./Non part. | Ritirato/Non class. | Squalificato | '-' Dato non disp. | Grassetto – Pole position Corsivo – Giro più veloce |